# Wielka Skała (Wąwóz Podskalański)

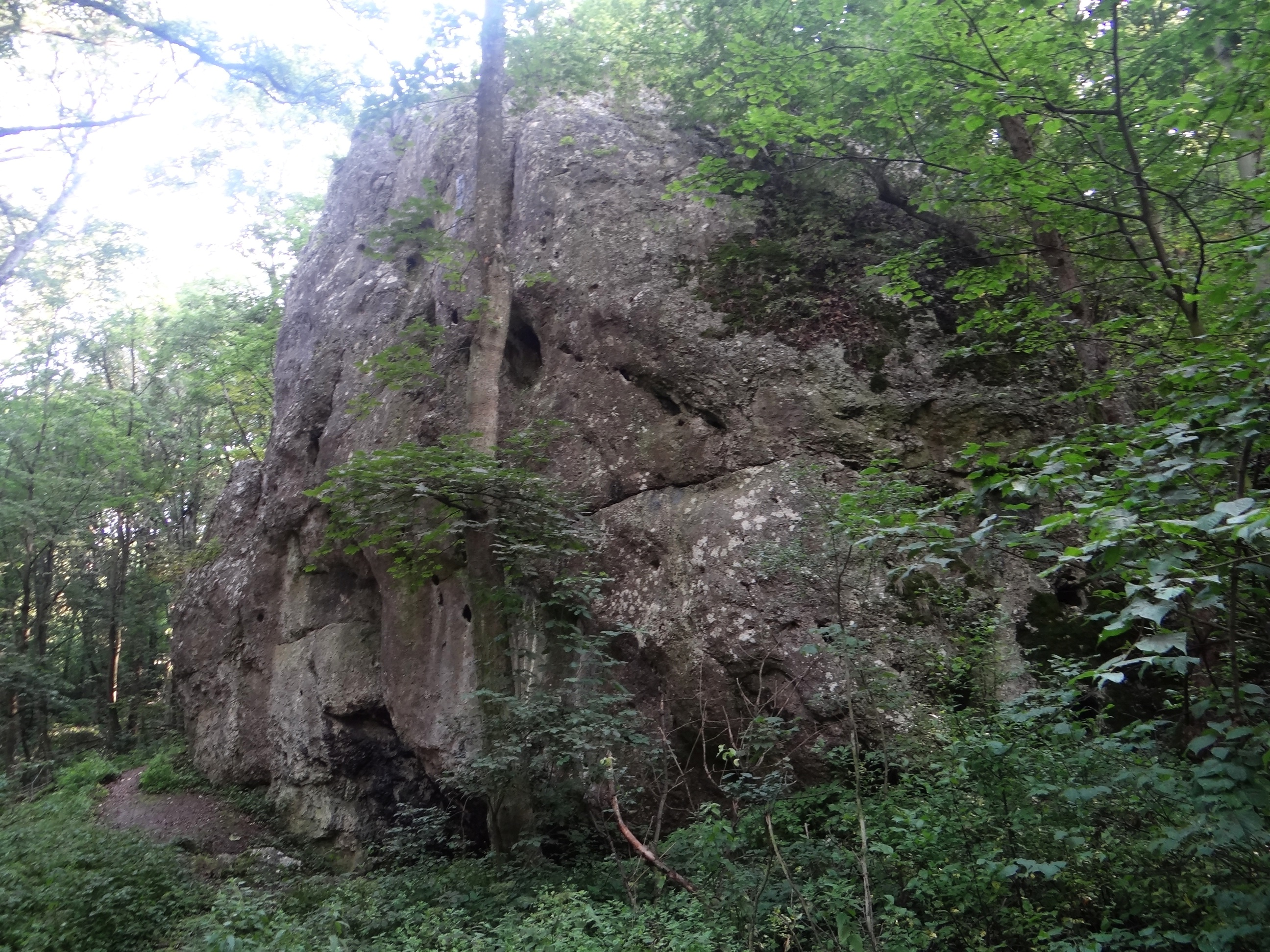

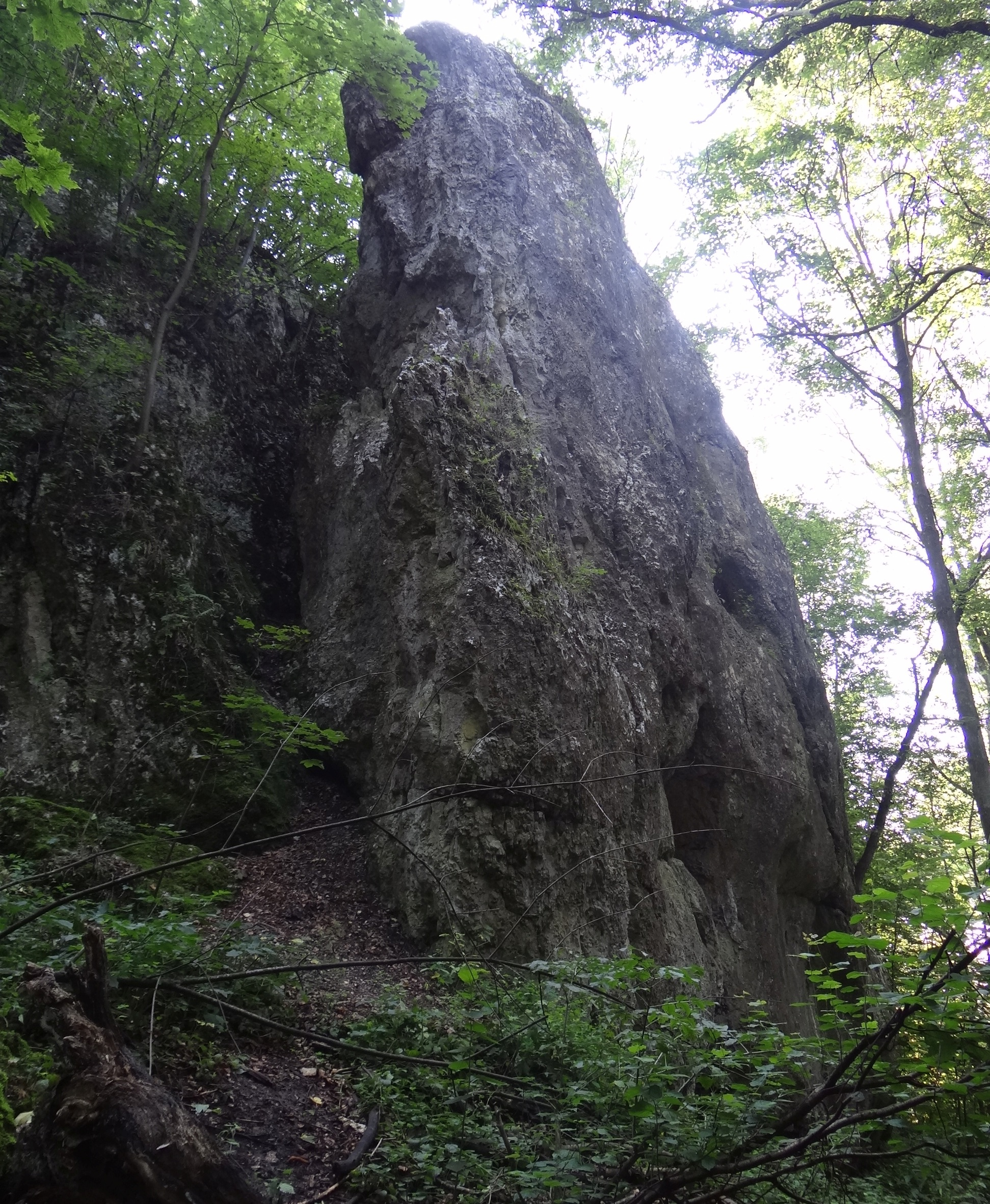

Wielka Skała – skała w Wąwozie Podskalańskim na Wyżynie Olkuskiej będącej częścią Wyżyny Krakowsko-Częstochowskiej. Znajduje się w północno-wschodniej części zabudowań wsi Tomaszowice w województwie małopolskim, w powiecie krakowskim, w gminie Wielka Wieś. 
Wielka Skała znajduje się w lesie, w lewych zboczach Wąwozu Podskalańskiego, w odległości około 220 m od asfaltowej drogi. Tuż obok niej prowadzi droga gruntowa, a nią szlak rowerowy.  Jest to zbudowana z twardych wapieni skalistych skała o wysokości do 16 m, ścianach połogich, pionowych lub przewieszonych z filarami, kominami, rysami i zacięciami. Jest obiektem wspinaczki skalnej. Wspinacze poprowadzili na niej 12 dróg wspinaczkowych o trudności od III do VI.3+ w skali polskiej. Wszystkie mają zamontowane stałe punkty asekuracyjne – ringi (r) i stanowiska zjazdowe (st). 
Tuż obok, po północnej stronie Wielkiej Skały znajduje się niższa (wysokość do 10 m) Niewielka Skała, która również jest obiektem wspinaczki skalnej. Parking jest na ul.Topolowej (skręcając w ul. Podskalany pierwszy zakręt w lewo 200 m drogi kamienistej i boisko z parkingiem). Wejście do lasu od strony tarasu widokowego.

## Drogi wspinaczkowe
1. Podskalański rysofilar IV+ (2r + st),
2. Rockit IV+ (5r + st),
3. Podskalanques VI (5r + st),
4. Verdonka; VI (5r + st),
5. Krzyżowy Ogień VI.2 (5r + st),
6. Strzelcy podskalańscy; IV+ (6r + st),
7. Dziurkarium VI.2+ (5r + st),
8. Aloha! VI.1+ (5r + st),
9. Płacz klacz VI.1 (5r + st),
10. Szloch loch V+ (5r + st),
11. Rudy jar VI.1 (5r + st),
12. Frank & Jura VI (5r + st)[3].